# Mauritz Freiherr von Strachwitz
Mauritz Freiherr von Strachwitz (12 de diciembre de 1898 - 10 de diciembre de 1953) fue un general alemán durante la II Guerra Mundial. Fue condecorado con la Cruz de Caballero de la Cruz de Hierro. Strachwitz se rindió a las fuerzas soviéticas en mayo de 1945 en la bolsa de Curlandia. Murió el 10 de diciembre de 1953 en el Campo de prisioneros de Asbest en el óblast de Sverdlovsk.

## Condecoraciones
- Cruz de Caballero de la Cruz de Hierro el 9 de enero de 1945 como Generalleutnant y comandante de la 87. Infanterie-Division[1]